# 中国人民解放軍軍歌
中国人民解放軍軍歌（ちゅうごくじんみんかいほうぐんぐんか、簡体字：中国人民解放军军歌）または中国人民解放軍進行曲（中国人民解放军进行曲）とは、中国人民解放軍の軍歌。

## 概要
作詞は学者および詩人であった公木、作曲は鄭律成。元は「八路軍進行曲」という名前で日中戦争中の1939年に作られた。日中戦争終結後に「解放軍進行曲」と改称、さらに1965年に「中国人民解放軍進行曲」と改名された。1988年に、中国共産党中央の批准と鄧小平の署名により人民解放軍の公式軍歌として正式採用された。